# Ceratobasidium ramicola
Ceratobasidium ramicola är en svampart som beskrevs av C.C. Tu, Roberts & Kimbr. 1969. Ceratobasidium ramicola ingår i släktet Ceratobasidium och familjen Ceratobasidiaceae.   Inga underarter finns listade i Catalogue of Life.